# Orbó
Orbó ist ein spanischer Ort in der Provinz Palencia der Autonomen Gemeinschaft Kastilien und León. Orbó gehört zu Brañosera, es befindet sich neun Kilometer südöstlich vom Hauptort der Gemeinde. Orbó ist über die Straße PP-2252 zu erreichen.
Bis 1954 gehörte zu der ehemals selbständigen Gemeinde Orbó der heutige Ort Vallejo de Orbó, der als Siedlung der Minenarbeiter errichtet wurde.

## Sehenswürdigkeiten
- Barocke Pfarrkirche San Juan

## Wirtschaft
Der Ort lebte im 19. Jahrhundert vom Abbau von Mineralien. Der Niedergang dieses Wirtschaftszweiges zeigt sich deutlich in der Bevölkerungsentwicklung.

## Weblinks

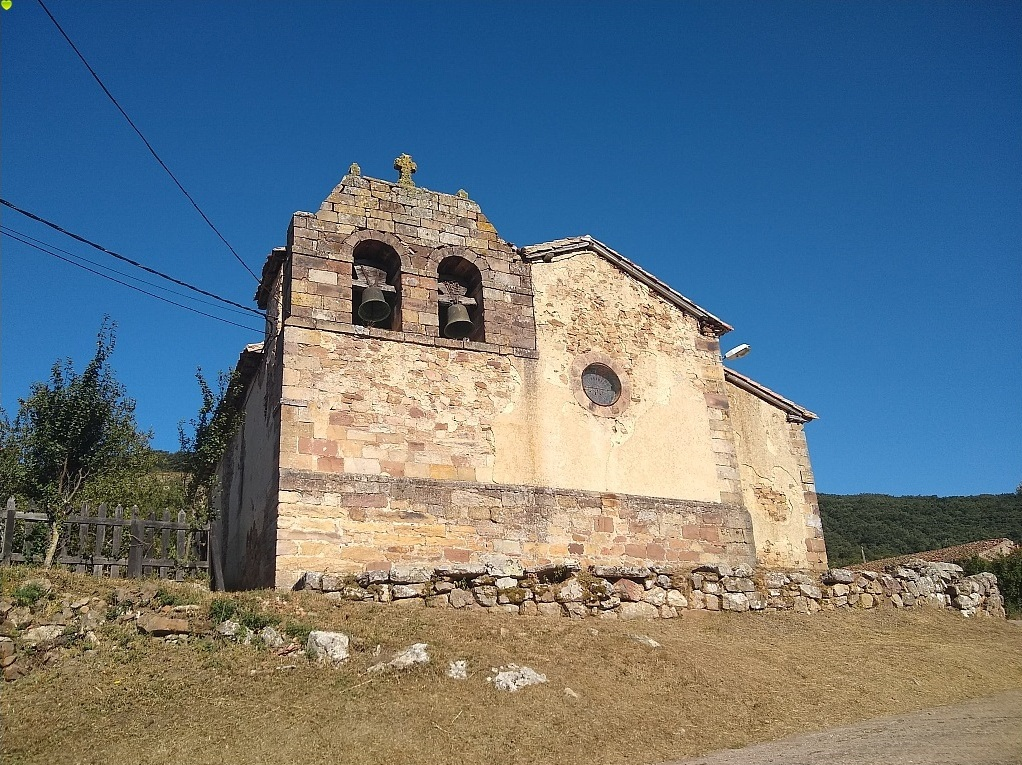
Kirche San Juan